# 同性之愛
同性之愛（homophile）是歷史上對同性戀的代稱。
隨著1960年代末期同性戀解放運動的發展，這一詞語被包括男同性戀、女同性戀、雙性戀、變性人等概念的LGBT取代。「hile」在古希腊语中有「爱情」之意。
1991年前，英格蘭教會曾使用該詞。